# HomeExchange.com
HomeExchange.com — сеть для облегчения обмена домами. Каждому дому присваивается определённое количество баллов, называемых «гостевыми баллами». Участники могут осуществлять взаимный обмен гостевыми баллами. Они зарабатывают баллы, принимая других участников, и могут использовать их, чтобы останавливаться в других домах. Чтобы завершить взаимный обмен, участники должны активировать свое годовое членство в размере 175 долларов США (или 149 евро в Европе) в год для неограниченного обмена. По состоянию на декабрь 2022 года homeexchange.com насчитывает более 100 000 участников и около 450 000 домов в более чем 130 странах.

## История
В 2011 году компания была основана как GuestToGuest Эммануэлем Арно и 22 семьями, имеющими опыт обмена домами.
В 2013 году Шарль-Эдуар Жирар присоединился к компании в качестве председателя.
В ноябре 2013 года компания приобрела Itamos.
В июне 2015 года компания привлекла 4 миллиона евро от Mutuelle d’assurance des Instituteurs de France (MAIF).
В марте 2017 года GuestToGuest объединилась с HomeExchange.com, основанной в 1992 году Эдом Кушинсом, и с 2019 года продолжает работать под этим названием.
В 2019 году HomeExchange была включена в Next40, ежегодный отбор 40 самых многообещающих стартапов Франции.